# 박물관 석탑
박물관 석탑(博物館 石塔)은 충청남도 부여군 부여읍, 국립부여박물관 앞마당에 있는 고려시대의 석탑이다. 1984년 5월 17일 충청남도의 문화재자료 제105호로 지정되었다.

## 개요
국립부여박물관 앞마당에 자리하고 있는 석탑으로, 원래는 5층이었을 것이나 지금은 3층까지만 남아있다.
바닥돌이 없어진 채, 1층의 기단(基壇)이 땅위에 놓여 있고, 그 위로 3층을 이루는 탑신(塔身)이 놓여 있다. 기단과 탑신의 각 몸돌에는 모서리마다 기둥 모양을 새겨 두었다. 지붕돌은 낙수면과 처마가 부드러운 곡선을 그리고 있으며, 네 귀퉁이에는 방울을 달았던 흔적이 보인다. 처마 아래로는 받침을 새겨 두었는데, 1층은 5단, 2층은 4단, 3층은 3단으로 점점 줄어들고 있다. 꼭대기에는 네모난 받침돌 위로 머리장식이 놓여 있다.
고려시대에 세운 것으로, 비록 불완전하긴 하나 각 부분을 다듬은 솜씨가 세련된 작품이다.

## 참고 자료
- 박물관석탑 - 국가유산청 국가유산포털